# Nació Yavapai-Apatxe
La Nació Yavapai-Apatxe és una tribu reconeguda federalment d'amerindis dels Estats Units a la vall Verde, Arizona. Els membres tribals comparteixen dos orígens culturals diferents i parlen dues llengües indígenes, el yavapai i l'apatxe occidental. La Reserva índia Nació Yavapai Apatxe, a 34° 37′ 10″ N, 111° 53′ 46″ O / 34.61944°N,111.89611°O, consisteix en quatre parcel·les de terra no contigües situades en tres comunitats separades a l'est del comtat de Yavapai (Arizona).
Les dues seccions més grans apleguen el 90% de la reserva, 576 acres (233 ha) a la vila de Camp Verde. Hi ha seccions més petites de 60,17 acres (24,35 ha) a la vila de Clarkdale i uns 5,8 acres (2,3 ha) a la comunitat no incorporada de Lake Montezuma. La superfície total de la reserva és de 642 acres (260 ha). La població resident total a la reserva és de 743 persones segons el cens del 2000. D'ells, 512 viuen a Camp Verde, 218 a Clarkdale, i 13 a Lake Montezuma.
El comtat de Yavapai va ser un dels quatre comtats originals d'Arizona creats per la 1a Legislatura Territorial d'Arizona. El territori del comtat es va definir com a l'est de la longitud 113° 20' i al nord del riu Gila. Poc després, els comtats d'Apache, Coconino, Maricopa i Navajo van ser constituïts a partir del comtat original de Yavapai. Els límits actuals del comtat de Yavapai es van establir el 1891.

## Atraccions
La Nació Yavapai-Apatxe gestiona el casino Cliff Castle, un lloc de joc, restauració i esbarjo força popular a Verde Valley.